# Neil Dewar
Neil Hamilton Dewar, couramment appelé Neil Dewar, est un footballeur international écossais, né le 11 novembre 1908, à Lochgilphead, Argyll and Bute et décédé le 10 janvier 1982. Évoluant comme attaquant, il a débuté et fini sa carrière en Écosse, à Third Lanark tout en ayant joué aussi en Angleterre, à Manchester United| et à Sheffield Wednesday.
Il compte trois sélections pour quatre buts inscrits en équipe d'Écosse.

## Biographie

### Carrière en club
Natif de Lochgilphead, Argyll and Bute, il travaille comme pêcheur sur un chalutier tout en jouant au football avec le club de la ville, avant de passer en professionnel en s'engageant pour Third Lanark en octobre 1929. Il marqua 40 buts dès sa première saison, aidant le club à remporter le titre de champion de D2 écossaise. La saison suivante, en D1, il inscrit 35 buts en 37 matches, le club terminant à la 4e place, recevant alors ses premières sélections internationales, ce qui attira l'attention de grands clubs anglais.
Il eut effectivement des contacts avec Arsenal, Portsmouth et Newcastle United (tous clubs de D1) mais choisit de s'engager pour Manchester United, alors en D2. Malgré 14 buts en 36 matches pour les Red Devils, il ne se sentait pas à l'aise avec le jeu pratiqué par l'équipe et choisit de quitter le club moins d'un an après son arrivée.
Il s'engagea alors pour Sheffield Wednesday (en D1) le 29 décembre 1933, dans un échange avec George Nevin (en) et Jack Ball (en) qui, eux, rejoignirent Manchester United. Il réussit une belle première saison, terminant meilleur buteur du club (à égalité avec Harry Burgess (en) et Mark Hooper (en) avec 13 buts.
Toutefois, au milieu de la saison suivante, il perdit sa place de titulaire au profit de Jack Palethorpe (en) avant de la regagner la saison suivante. Toutefois, le club étant relégué en D2 à la fin de la saison 1936-37, il décida de retourner en Écosse et donc de quitter Sheffield Wednesday. Il y avait joué un total de 95 matches pour 50 buts inscrits (dont 84 matches et 43 buts en championnat). 
Le 19 juillet 1937, il se réengagea pour Third Lanark, son club formateur dans un transfert d'un montant de 1 800 £, montant record pour l'époque pour Third Lanark. Il y resta trois saisons avant de prendre sa retraite et de retourner vivre à Lochgilphead, sa ville natale. Il décéda le 10 janvier 1982 .

### Carrière internationale
Neil Dewar reçoit 3 sélections en faveur de l'équipe d'Écosse, la première le 9 avril 1932, pour une défaite 0-3, à Wembley à Londres, contre l'Angleterre en British Home Championship. Il inscrira 4 buts, dont un triplé pour sa 2e sélection et encore un but pour sa 3e et dernière sélection.
Il participe avec l'Écosse aux British Home Championships de 1932 et 1933.

#### Buts internationaux
| no | Date            | Lieu                          | Adversaire     | Score final | Compétition               |
| -- | --------------- | ----------------------------- | -------------- | ----------- | ------------------------- |
| 1  | 8 mai 1932      | Stade de Colombes, Colombes   | France         | 3-1         | match amical              |
| 2  | 8 mai 1932      | Stade de Colombes, Colombes   | France         | 3-1         | match amical              |
| 3  | 8 mai 1932      | Stade de Colombes, Colombes   | France         | 3-1         | match amical              |
| 4  | 26 octobre 1932 | Tynecastle Stadium, Édimbourg | Pays de Galles | 5-2         | British Home Championship |

## Palmarès
- Third Lanark :
  - Champion d'Écosse de D2 en 1929-30

- Sheffield Wednesday :
  - Vainqueur du Charity Shield en 1935